# Corrida Internacional de São Silvestre de 1947
A Corrida Internacional de São Silvestre de 1947 foi a 23ª edição da prova de rua, realizada no dia 31 de dezembro de 1947, no centro da cidade de São Paulo, a largada aconteceu as 23h45m, a prova foi de organização da Cásper Líbero.
O vencedor foi o uruguaio Oscar Moreira com o tempo de 21m45, sendo pela primeira vez uma vitória não brasileira.

## Percurso
Em frente ao Estádio do Pacaembu até o Clube de Regatas Tietê na Ponte das Bandeiras, com 7.000 metros.

## Resultados

#### Masculino
- 1º Oscar Moreira (Uruguai) - 21m45s

### Participações
- Participantes: 1800 atletas
- Chegada: 300 atletas atravessaram a linha de chegada 5 minutos após a passagem do campeão.[3]

## Ligações Externas
- Sítio Oficial (em português)